# Premios Élan d'Or
Los Premios Elan d'or son entregados anualmente por la All Nippon Producers Association (ANPA) para reconocer los logros sobresalientes en el cine y la televisión nacionales.
La primera ceremonia fue celebrada en 1956. Hasta 1960, los Premios Elan d'or se centraban en la categoría al Recién Llegado del Año. Las otras cinco categorías fueron oficialmente añadidas en 2001.

## Categorías
Hay seis categorías del año:
- Recién Llegado del Año
- Mejor Película
- Mejor Serie
- Mejor Productor
- Mejor Productor (Premio de incitación )
- Premio Especial